# Ein Baby kommt selten allein (1952)
Ein Baby kommt selten allein ist eine US-amerikanische Filmkomödie aus dem Jahr 1952 von Frank Tashlin mit Robert Cummings und Barbara Hale in den Hauptrollen.

## Handlung
Das junge Ehepaar Betsey und Joe Bennet gerät in leichte Panik, als bei der schwangeren Betsey die Wehen einsetzen. Betsey erklärt ihrem Mann, dass sie ihm, sollte etwas passieren, ihren Anteil an den bisher gemachten Schulden vermache. Die Nachbarn der Bennets, Donna und Mel Gilbert, ermutigen das Paar, so dass Joe seine Frau ins Krankenhaus fährt, nicht ohne bei der Abfahrt einige Mülltonnen umzufahren. 
Die elegante Cassie Mayhew, Betseys Mutter, hört erfreut von der Geburt ihres Enkels Timothy. Auch Joes Eltern, Florence und Andrew Bennet, sind glücklich. Als Joe die Krankenhausrechnung erhält, werden seine Vaterfreuden empfindlich getrübt. Er bezahlt die Rechnung mit einem ungedeckten Scheck. Daheim leiht er sich von Mel den benötigten Betrag und fragt sich, wie seine und Betseys Finanzplanungen so falsch gewesen sein konnten. Seine Sorgen vergrößern sich, als er erkennt, dass die Hebamme, die das Krankenhaus vermittelt hat, so viel wie sein wöchentlicher Lohn als Architekt kostet. Als eine erwartete Bonuszahlung ausbleibt, kündigt er und beginnt eine Arbeit als Vertreter für Waschmaschinen der Firma Whirlamat. Cassie und Florence erscheinen und bieten ihre Hilfe an, bis Betsey bei der Entscheidung, welche Großmutter bleiben und welche gehen soll, zusammenbricht. Die Hebamme, Schwester Salisbury, erscheint, richtet sofort ein hartes Regiment im Haushalt der Bennets ein, das sich nach Timothys Fütterungszeiten richtet. 
Nach vier Wochen ist Joe froh, dass die Hebamme ihren Vertrag erfüllt hat und nicht mehr kommt. Dagegen ist Betsey verzweifelt, da sie nun das Baby alleine versorgen muss. Die folgenden Wochen überstehen die Bennets und freuen sich, dass Timothys ärztliche Untersuchungen positiv ausfallen. Um einen Abend mit seiner Frau verbringen zu können, will Joe einen Babysitter engagieren, doch für Betsey ist die Frau zu jung. Auch die Großmutter des Mädchens, die Joe stattdessen engagieren will, lehnt Betsey ab, da die alte Dame taub ist. Joe erhält von einem Freund einen Tip und will die vorgeschlagene Babysitterin abholen. Er verwechselt jedoch die Adresse und muss die Avancen einer liebestollen Beifahrerin abwehren. Letztendlich verbringen die Bennets den Abend mit Timothy in einem Drive-in-Restaurant.
Als Joe eines Abends heimkommt, ist kein Abendessen vorbereitet, sein Bier warm und das Haus unordentlich. Betsey bereitet hastig ein Essen aus Resten des Vorabends zu, während Joe sich beklagt, dass sie den Haushalt nicht im Griff habe, obwohl sie doch nur wenig tun müsse. Joe will zudem wissen, warum sie nicht ihre neue Whirlamat-Waschmaschine benutze. Sie erklärt ihm, dass die neue Maschine Timothys Windeln zerreiße. Während Joe Betsey vorwirft, sie lasse alles verwahrlosen, hält sie ihm vor, er würde nicht genug Waschmaschinen verkaufen. Der Streit führt dazu, dass Betsey Joes Geschenk, ein schwarzes Negligé, zurückweist. Joe verbringt die Nacht auf dem Sofa und überlegt sich am Morgen, wie er Betsey wieder beruhigen kann. Als er abends heimkommt, wartet zu seiner Überraschung Betsey in dem schwarzen Negligé auf ihn. Sie hat ein fürstliches Abendessen zubereitet und sein Bier kaltgestellt. Sie fragt ihn, ob es das Zuhause sei, das er sich vorstellt. Joe stimmt zu, muss aber nun den Tellern ausweichen, die die wütende Betsey nach ihm wirft und ihn dabei einen Tyrannen nennt. Verärgert verbringt Joe den Abend mit Mel und kommt betrunken nach Hause. Am nächsten Morgen kümmert sich Betsey um den verkaterten Joe. Im Laufe des Tages wundert sie sich über ihren Appetit auf Bananen und sucht ihren Arzt auf, der ihr bestätigt, erneut schwanger zu sein. Zur gleichen Zeit erhält Joe eine wachsende Liste von Kunden, die sich über die Whirlamat-Waschmaschine beschweren. Sein Vorgesetzter, Mr. Leeming, nimmt die Klagen jedoch nicht ernst. Während eines Werbemeetings demonstriert Joe die Fehleranfälligkeit des Geräts und wird prompt gefeuert. 
Am nächsten Tag hat Timothy seinen ersten Geburtstag. Joe beschließt, dass er genug von der Vaterschaft hat und packt seine Sachen. Cassie gesteht ihrer wütenden Tochter, einen Fehler begangen zu haben, als sie ihren Vater gehen ließ. Betsey solle nicht den gleichen Fehler machen. Betsey hat Joe noch nichts über die neue Schwangerschaft gesagt, doch als Joe beim Ausparken erneut die Mülleimer umfährt und dabei die herausgefallenen Bananenschalen bemerkt, stellt er Betsey zur Rede. Joe kann sein Glück, erneut Vater zu werden, kaum fassen. Nachdem sich das Paar vertragen hat, erwarten sie die Geburt ihrer Tochter.

## Produktion

### Hintergrund
Gedreht wurde der Film vom 26. April bis zum 22. Mai 1951.
Die Rolle des Joe sollte ursprünglich Larry Parks spielen. Es ist nicht sicher, ob seine Vorladung vor dem Komitee für unamerikanische Umtriebe im März 1951 dazu führte, dass er durch Robert Cummings ersetzt wurde.

### Stab
Jean Louis war für das Kostümbild zuständig. Robert Aldrich war Associate Producer. Musikalischer Direktor war Morris Stoloff.

### Besetzung
In kleinen nicht im Abspann erwähnten Nebenrollen traten Virginia Christine und Lawrence Dobkin als Betseys Arzt  auf. 

## Veröffentlichung
Die Premiere des Films fand am 31. Januar 1952 statt. In der Bundesrepublik Deutschland wurde er am 10. November 1995 im deutschen Fernsehen ausgestrahlt.

## Kritiken
Das Lexikon des internationalen Films schrieb: „Leidlich unterhaltsame, inszenatorisch eher hausbackene Komödie.“
Die Filmzeitschrift Cinema befand: „Amüsant. Aber die Lacher sind vorhersehbar.“